# Gerbillus mesopotamiae
Gerbillus mesopotamiae — піщанка, дрібний ссавець ряду гризунів. Поширений переважно в долині Тигру та Євфрату в Іраку та на заході Ірану. Він також відомий як месопотамська піщанка.

## Спосіб життя
Цей вид пристосований до прикордонної зони між днищем алювіальних долин і сухою пустелею, де живе колоніями в норах на ділянках з рідкісною рослинністю. Він веде сутінковий і нічний спосіб життя. Виявляється, що розмноження відбувається протягом року. Народжується від двох до восьми дитинчат (в середньому 5). До хижаків належать домашня кішка, шакали та мангусти. На відміну від більшості піщанок, цей вид зустрічається лише біля річок у річкових ґрунтах, які також зазвичай використовуються для інтенсивної ріллі, на якій вид не може вижити. В результаті вид поширений нерівномірно.